# Paul Shenar
Albert Paul Shenar (Milwaukee, 12 febbraio 1936 – West Hollywood, 11 ottobre 1989) è stato un attore, regista teatrale e insegnante statunitense.

## Biografia
Shenar interpretò Orson Welles nel film TV La notte in cui l'America ebbe paura (1975) e Florenz Ziegfeld in Ziegfeld: The Man and His Women (1978). È conosciuto in particolare per la sua interpretazione del "signore della droga", Alejandro Sosa, nel film Scarface (1983) di Brian DePalma. 
Nel 1986 fu diretto da Alan J. Pakula nel film Dream Lover, in cui interpretò la parte di Ben Gardner, e da John Irvin nel film Codice Magnum. L'anno successivo partecipò al film di Curtis Hanson La finestra della camera da letto (1987).
Membro fondatore, attore, direttore e insegnante dell'ACT (American Conservatory Theatre) di San Francisco, partecipò a più di quaranta rappresentazioni teatrali, come Amleto, Oedipus rex e Tiny Alice.

## Vita privata
Shenar era omosessuale ed ebbe una relazione di cinque anni con Jeremy Brett sul finire degli anni settanta. Paul Shenar morì l'11 ottobre 1989 a Los Angeles, per complicazioni dovute all'AIDS.

## Filmografia parziale

### Attore

#### Cinema
- Forza bruta (Deadly Force), regia di Paul Aaron (1983)
- Scarface, regia di Brian De Palma (1983)
- Dream Lover, regia di Alan J. Pakula (1986)
- Codice Magnum (Raw Deal), regia di John Irvin (1986)
- Kidnapping - Pericolo in agguato (Man on Fire), regia di Elie Chouraqui (1987)
- Best Seller, regia di John Flynn (1987)
- La finestra della camera da letto (The Bedroom Window), regia di Curtis Hanson (1987)
- Le Grand Bleu, regia di Luc Besson (1988)

#### Televisione
- Colombo (Columbo) – serie TV, episodio 3x05 (1974)
- Kojak – serie TV, episodio 2x19 (1975)
- La notte in cui l'America ebbe paura (The Night That Panicked America), regia di Joseph Sargent – film TV (1975)
- Ellery Queen – serie TV, episodio 1x05 (1975)
- Ziegfeld e le sue follie (Ziegfeld: The Man and His Women), regia di Buzz Kulik – film TV (1978)

### Doppiatore
- Brisby e il segreto di NIMH (The Secret of NIMH), regia di Don Bluth (1982)

## Doppiatori italiani
Nelle versioni in italiano delle opere in cui ha recitato, Paul Shenar è stato doppiato da:
- Sergio Di Stefano in Top Secret, Scarface, La finestra della camera da letto, Le Grand Bleu
- Claudio Capone in Colombo
- Michele Gammino in Codice Magnum
- Cesare Barbetti in Best Seller
- Giorgio Locuratolo in La rabbia degli angeli - La storia continua

Da doppiatore è sostituito da:
- Sergio Tedesco in Brisby e il segreto di NIMH